# The Genesis
The Genesis är ett album av Yngwie Malmsteen, utgivet 2002.

## Låtlista
1. Birth Of The Sun
2. Plague In Lucifer's Mind (Instrumental)
3. Dying Man
4. Black Magic Suite Op. 3(Instrumental)
5. Merlin's Castle
6. Voodoo Nights
7. Hello
8. Voodoo Child (Jam)
9. On A Serious Note (Instrumental)